# 7704 Dellen
7704 Dellen (1992 EB7) là một tiểu hành tinh vành đai chính.